# Amrit

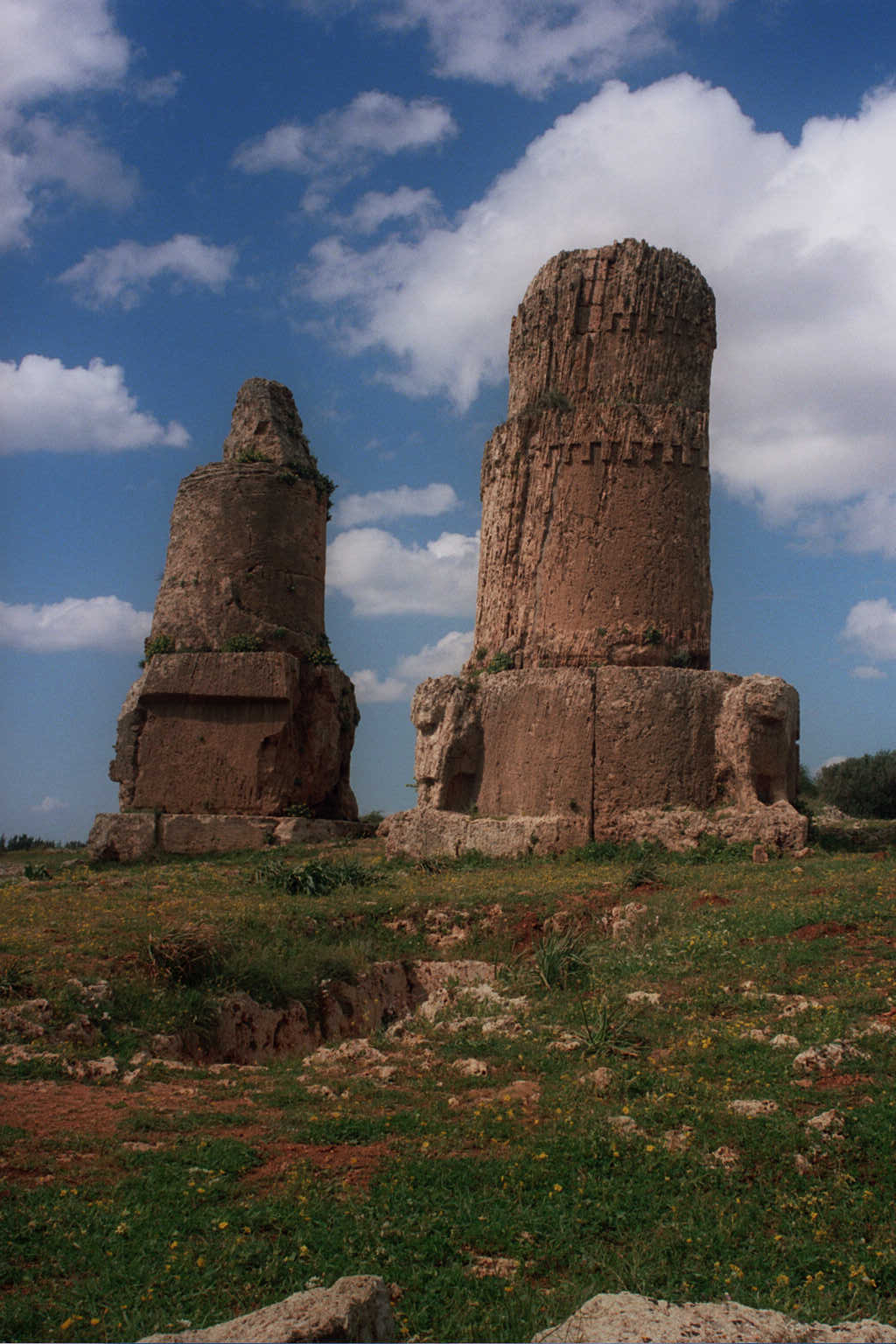
Meghazel

Amrit is de archeologische site van een oude stad nabij Tartous in Syrië. De stad werd waarschijnlijk gesticht in het 3e millennium v.Chr., door de Amoritische heersers van het nabijgelegen Arwad. Tijdens de Fenicische periode was Amrit een handelsstad en een belangrijk religieus centrum. Tijdens de Hellenistische periode droeg de stad de naam Marathus.
Wat vandaag rest dateert uit de 6e eeuw v.Chr.
Te bezoeken zijn:
- De tempel, gewijd aan de god Melqart. De centraal gelegen cella was omgeven door een kunstmatig meer; een bron werd helende eigenschappen toegeschreven
- De necropolis met twee torens (maghazel of 'spoelen' genoemd); beiden zijn cilindervormig en respectievelijk 7 en 4 meter hoog. De hoogste heeft leeuwen-sculpturen aan de basis.